# Шери ле Пуји
Шери ле Пуји (фр. Chéry-lès-Pouilly) је насељено место у Француској у региону Пикардија, у департману Ен (Пикардија).
По подацима из 2011. године у општини је живело 676 становника, а густина насељености је износила 39,26 становника/km².

## Демографија
| 1962. | 1968. | 1975. | 1982. | 1990. | 2011. |
| ----- | ----- | ----- | ----- | ----- | ----- |
| 700   | 633   | 605   | 702   | 702   | 676   |